# Суфентаніл
Суфентаніл (англ. Sufentanil, лат. Sufentanilum) — синтетичний лікарський засіб, що належить до групи опіоїдних анальгетиків, та є похідним фентанілу. Він є одним із найсильніших опіоїдів, та є в 10 разів сильнішим, чим фентаніл. Суфентаніл уперше синтезований у 1974 році в лабораторії компанії «Janssen Pharmaceutica».

## Фармакологічні властивості
Суфентаніл — синтетичний лікарський засіб, що належить до групи опіоїдних анальгетиків, та структурно подібний до фентанілу. Механізм дії препарату полягає у стимулюванні μ-підвидів опіатних рецепторів. При застосуванні суфентанілу спостерігається виражений знеболювальний ефект, не спостерігається виділення гістаміну, спостерігається пригнічення дихання та ригідність м'язів. Суфентаніл може застосовуватися для глибокої анестезії під час кардіохірургічних операцій, так і внутрішньовенно або епідурально, як у дорослих, так і у дітей віком від 1 місяця внутрішньовенно та від 1 року епідурально.

### Фармакокінетика
Суфентаніл дуже швидко розподіляється в організмі, при внутрішньовенному введенні максимальна концентрація препарату в крові досягається за лічені хвилини, при епідуральному введенні максимальна концентрація препарату в крові досягається протягом 10 хвилин. Суфентаніл добре (на 92,5 %) зв'язується з білками плазми крові, добре проникає через гематоенцефалічний бар'єр. Метаболізується суфентаніл у печінці та кишечнику. Період напіввиведення препарату становить 656—938 хвилин, при введенні невеликих доз цей час скорочується. Період напіввиведення препарату може значно збільшуватися при цирозі печінки.

## Покази до застосування
Суфентаніл застосовується як засіб для знеболення під час індукції та/або підтримання загальної анестезії під час та після хірургічних втручань, разом із місцевими анестетиками, як у дорослих, так і в дітей.

## Побічна дія
При застосуванні суфентанілу спостерігаються наступні побічні ефекти — алергічні реакції, седативний ефект, сплутаність свідомості, аритмія, гіпертензія або гіпотензія, брадикардія, аритмія, судоми, зупинка дихання, кашель, гикавка, свербіж шкіри, нудота, блювання, запор, нетримання або затримка сечі, підвищення або зниження температури тіла..

## Протипокази
Суфентаніл протипоказаний при підвищеній чутливості до препарату або інших наркотичних анальгетиків.

## Форми випуску
Суфентаніл випускається у вигляді ампул по 2 мл 5 % розчину, та у вигляді сублінгвальних таблеток по 30 мг.